# Heidi Arnesen
Heidi Arnesen, norsk orienterare som tog VM-silver i stafett 1991 och NM-silver i stafett 1992.